# Cruz de los Caminos
Cruz de los Caminos est une localité uruguayenne du département de Canelones, rattachée à la municipalité de Pando.

## Localisation
Elle se situe au sud du département de Canelones, entre l' arroyo del Sauce et l' arroyo Pando, au croisement des routes 7 et 82.

## Population
| Année | Population |
| ----- | ---------- |
| 1985  | 136        |
| 1996  | 193        |
| 2004  | 168        |
| 2011  | 279        |

,

## Source
- (es) Cet article est partiellement ou en totalité issu de l’article de Wikipédia en espagnol intitulé « Cruz de los Caminos » (voir la liste des auteurs).